# نيازك المريخ

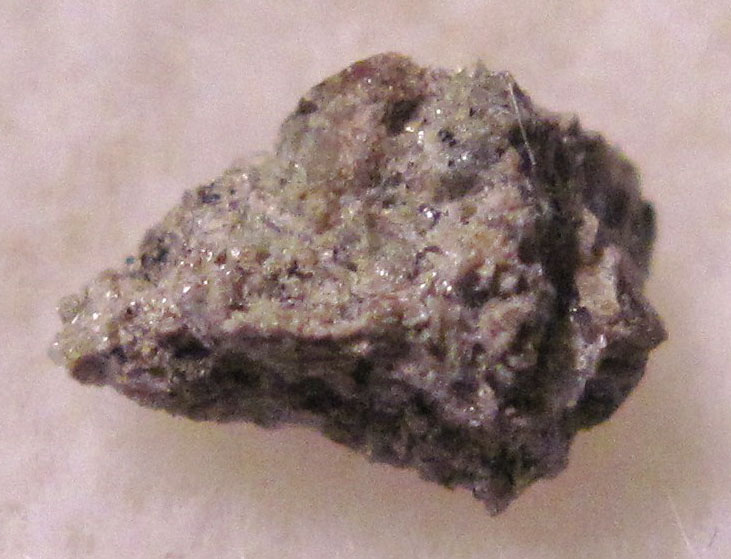
نيزك شيرجوتي

خلال قرون من الزمان سقطت الكثير من النيازك من كوكب المريخ علي سطح الأرض بعضها بلغ وزنه 18 كيلوجراما. و ساهمت هذه النيازك خلال عقود في الكشف عن تركيب تربة المريخ ودفعت العلماء الي التوقع بوجود حياة قديمة نشأت علي سطح المريخ منذ ملايين السنين. ودغعت هذه الاكتشافات وكالات الفضاء الأمريكية والأوروبية الي تبني مشروعات ضخمة لمركبات فضاء تدور حول الكوكب وأخري تهبط علي سطحه لاستكشاف هذه الحياة والبحث عن اثارها.
النيزك المريخي هو صخرة من صخور قشرة المريخ. اندفعت من علي سطحه نتيجة لتعرض الكوكب لصدمة من كويكب أو مذنب ثم سقطت علي سطح الأرض. ومن 53000 نيزك اكتشف علي سطح الأرض هنالك 99 نيزك منهم فقط تم تصنيفه علي أنه نيزك مريخي. ويتم تصنيف النيزك علي أنه مريخي عن طريق مطابقة تركيب العناصر والنظائر المشعة لتركيب الصخور والغلاف الجوي علي كوكب المريخ الذي تم الكشف عنه عن طريق مركبات الفضاء.
في ثمانينيات القرن العشرين كان واضحا أن مجموعة النيازك SNC والتي تمثل النيازك الثلاثة الشهيرة شيرجوتي ونخلة وشاسيني تختلف كثيرا عن باقي النيازك في تركيبها.من هذه الاختلافات عمر التكوين الصغير ووجود نظائر مشعة مختلفة لعنصر الأكسجين وبعض التشابه بين التركيب الكيميائي لها وتركيب بعض صخور المريخ التي كشفت عنها مركبتي الفضاء فايكينج.وفي عام 2000 أكدت دراسة وجود 14 نيزك من المريخ وأكدت ان احتمال انهم ليسوا من المريخ ضئيل جدا.

## أقسام نيازك المريخ
يتم تصنيف النيازك المريخية إلى 3 أقسام الشيرجوتيات shergotites-أمثال النيزك شيرجوتي-shergotty والنخليات والشاسينيات.

### الشيرجوتيات
حوالي ثلاثة أرباع النيازك يمكن تصنيفها علي أنها شيرجوتيات.وتمت تسميتها بهذا الأسم لتشابهها مع النيزك شيرجوتي الذي تم اكتشافه عام 1865 في مدينة شيرجاتي بالهند.
يبلغ عمر الشيرجوتيات حوالي 180 مليون عام وهو عمر صغير بالنسبة لمعظم الصخور علي سطح المريخ.لذلك اقترح بعض العلماء انها اقدم من ذلك لكن هذا الموضوع مازال محل دراسة.

### النخليات
هناك 13 نيزك من النخليات أهمهم هو نيزك النخلة نفسه والذي اكتشف في قرية النخلة قرب مدينة الأسكندرية بمصر عام 1911. تكونت من صخور الماجما البازيلتية منذ 1.3 مليارعام. وتتكون من صخور الأوليفين والأوجايت. ومن خلال مقارنة أعمارهم بتاريخ تكوين فوهات البراكين في المريخ استنتج العلماء انها تكونت في أحد البراكين الكبيرة علي سطح المريخ.
لقد كشفت الدراسات ان النخليات عبر خلالها الماء السائل منذ 620 مليون عاما، وانها اندفعت من المريخ منذ حوالي 11 مليون عام بسبب صدمة لكوكب المريخ من كويكب,وانها بدأت في السقوط علي الأرض منذ 10آلاف عام.

### الشاسينيات
أهمها نيزك شاسيني والذي سقط في مدينة شاسيني بفرنسا عام 1815.هناك نيزك وحيد اخر من عائلة الشاسينيات اكتشف في المغرب عام 2000. وتم تصنيفه من هذه العائلة لاحتوائه علي نظائر الأكسجين المشعة والتركيب الكيميائي للمواد كما في النيزك شاسيني.

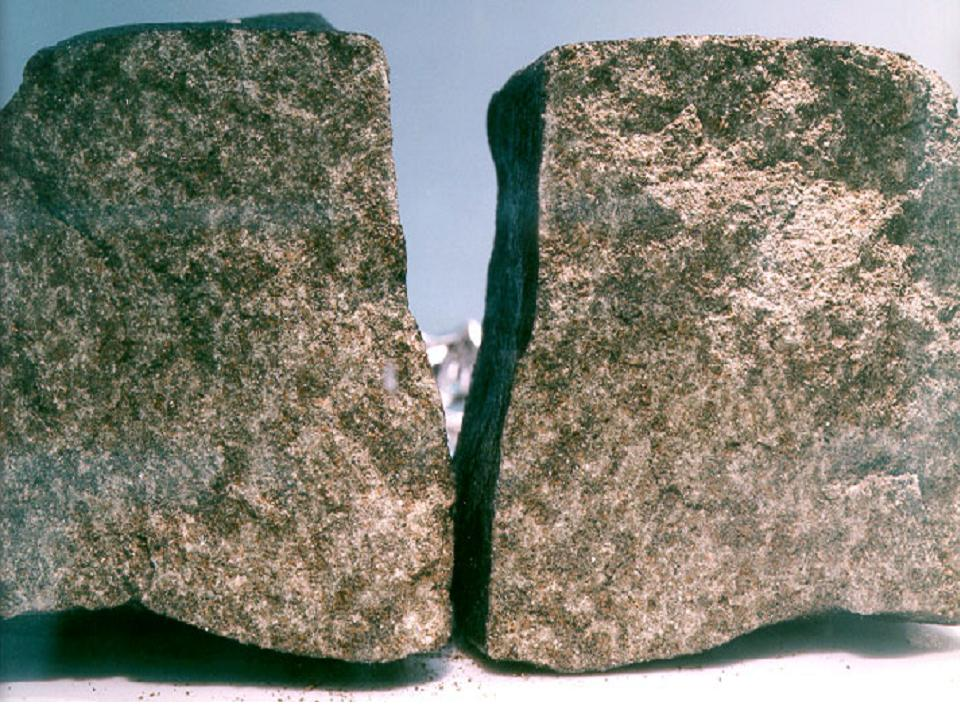
نيزك النخلة المكتشف بمصر

| اسم النيزك | مكان الأكتشاف           | تاريخ الأكتشاف           | الكتلة (جرام)                          | النوع     |
| --- | ----------------------- | ------------------------ | -------------------------------------- | --------- |
| شاسيني | شاسيني، فرنسا           | 3ا أكتوبر 1815           | 4000                                   | شاسينيات  |
| شيرجوتي | شيرجوتي,الهند           | 25 اغسطس 1865            | 5000                                   | شيرجوتيات |
| نخلة | قرية النخلة، مصر        | 28 يونية 1911            | 10000                                  | نخليات    |
| Lafayette | الولايات المتحدة        | 1931                     | 800                                    | نخليات    |
| Governador Valadares                                                                                             | البرازيل                | 1958                     | 158                                    | نخليات    |
| Zagami | نيجيريا                 | 1962                     | 1800                                   | شيرجوتيات |
| ALHA 77005 | القارة القطبية الجنوبية | 1977                     | 482                                    | شيرجوتيات |
| Yamato 793605 | القارة القطبية الجنوبية | 1979                     | 16                                     | شيرجوتيات |
| EETA 79001 | القارة القطبية الجنوبية | 1980                     | 7900                                   | شيرجوتيات |
| ALH 84001 | القارة القطبية الجنوبية | 1984                     | 1940                                   | شيرجوتيات |
| LEW 88516 | القارة القطبية الجنوبية | 1988                     | 13                                     | شيرجوتيات |
| QUE 94201 | القارة القطبية الجنوبية | 1994                     | 12                                     | شيرجوتيات |
| Yamato 980459 | القارة القطبية الجنوبية | 1998                     | 82.5                                   | شيرجوتيات |
| Dhofar 019 | سلطنة عمان              | 2000                     | 1.056                                  | شيرجوتيات |
| GRV 99027 | القارة القطبية الجنوبية | 2000                     | 9.97                                   | شيرجوتيات |
| Dhofar 378 | سلطنة عمان              | 2000                     | 15                                     | شيرجوتيات |
| Northwest Africa 817                                                                                             | المغرب                  | 2000                     | 104                                    | نخليات    |
| Northwest Africa 1669                                                                                            | المغرب                  | 2001                     | 36                                     | شيرجوتيات |
| Northwest Africa 1950                                                                                            | المغرب                  | 2001                     | 797                                    | شيرجوتيات |
| Northwest Africa 1950                                                                                            | المغرب                  | 2001                     | 797                                    | شيرجوتيات |
| Northwest Africa 998                                                                                             | المغرب                  | 2001                     | 456                                    | نخليات    |
| Northwest Africa 1195                                                                                            | المغرب                  | 2002                     | 315                                    | شيرجوتيات |
| Northwest Africa 1195                                                                                            | المغرب                  | 2002                     | 315                                    | شيرجوتيات |
| Northwest Africa 2046                                                                                            | الجزائر                 | 2003                     | 63                                     | شيرجوتيات |
| MIL 03346 | القارة القطبية الجنوبية | 2003                     | 715                                    | نخليات    |
| Northwest Africa 3171                                                                                            | الجزائر                 | 2004                     | 506                                    | شيرجوتيات |
| Northwest Africa 2626                                                                                            | الجزائر                 | 2004                     | 31                                     | شيرجوتيات |
| YA1075 | القارة القطبية الجنوبية | ؟؟؟                      | 55                                     | شيرجوتيات |
| Dar al Gani 476 Dar al Gani 489 Dar al Gani 735 Dar al Gani 670 Dar al Gani 876 Dar al Gani 975 Dar al Gani 1037 | ليبيا                   | 1998 1997 1999 1998 1999 | 2.015 2.146 588 1.619 6.2 27.55 4012.4 | شيرجوتيات |
| Northwest Africa 480 Northwest Africa 1460                                                                       | المغرب                  | 2000 2001                | 28 70                                  | شيرجوتيات |
| Y000593 Y000749 Y000802                                                                                          | القارة القطبية الجنوبية | 2000 2000 ؟؟؟            | 13,700 1.300 22                        | نخليات    |
| Northwest Africa 1068 Northwest Africa 1110 Northwest Africa 1775 Northwest Africa 2373                          | المغرب                  | 2001 2002 2004           | 654 118 25 18.1                        | شيرجوتيات |